# Rob Liley
Pas d'image ? Cliquez ici

a Compétitions nationales et continentales officielles uniquement.

Rob Liley, né le 3 avril 1970, est un ancien joueur de rugby à XV, qui a joué avec le club des Leicester Tigers au poste de demi d'ouverture, disputant la finale de la Coupe d'Europe de rugby à XV 1996-1997.

## Carrière
Il joue avec les Leicester Tigers. Avec ce club, il dispute la coupe d'Europe (7 matchs en 1996-1997) et le championnat d'Angleterre. Il inscrit 62 points (un essai, douze transformations, onze pénalités) dans la saison remarquable du club anglais lors de sa première campagne européenne. Il part ensuite dans le club des Harlequins; il jouera ensuite avec Doncaster Knights (Doncaster Rugby FC) quatre saisons en 2002-2006, il inscrit plus de mille points pour le club.
- Leicester Tigers 1996-1997
- Harlequins 1997-2000
- Doncaster Knights 2002-2006

## Palmarès

### En club
- Finaliste de la Coupe d'Europe : 1997